# روبرت شميت
روبرت شميت (بالدنماركية: Robert Schmidt)‏ هو ممثل دانمركي، ولد في 24 أبريل 1882 بكوبنهاغن في الدنمارك، وتوفي في 17 نوفمبر 1941.

## وصلات خارجية
- روبرت شميت على موقع IMDb (الإنجليزية)
- روبرت شميت على موقع قاعدة بيانات الأفلام السويدية (السويدية)
- روبرت شميت على موقع قاعدة بيانات الفيلم (الإنجليزية)
- روبرت شميت على موقع كينوبويسك (الروسية)